# Николаус Ото
Николаус Ото (на немски: Nikolaus August Otto) (* 10 юни 1832 в Холцхаузен ан дер Хайде; † 26 януари 1891 в Кьолн) е немски инженер-самоук, изобретател на автомобилния четиритактов двигател, наричан на негово име отомотор.

## Семейство
Ото израства в бедно семейство, баща му е управител на пощата на градчето. Ото преминава обучение за търговец и се препитава, като работи като търговски служител в градовете Франкфурт на Майн и Кьолн. Оженва се за Анна Госи и им се раждат седем деца. Синът му Густав Ото става самолетен конструктор.

## Изобретения
Още през 1862 г. той започва първите си експерименти с четиритактови мотори, които обаче заработват чак през 1876 г. През 1863 построява първия си газов двигател.
1864 заедно с инженера Ойген Ланген основават първата фабрика за двигатели в света. Първоначално името е „N.A.Otto Cie“, през 1869 става „Gasmotorenfabrik Deutz“, а в днешни дни е позната като Deutz AG. През 1876 Ото и Ойген Ланген успяват да създадат четиритактов мотор със сгъстен заряд. Този тип мотор е основата за направата на четиритактови двигатели и до днес.
На Парижкото изложение 1867 те представят версията си за газов двигател за първи път пред публика. Отличен е със златен медал.
През 1877 година Николаус Ото и фабриката за газови двигатели Deutz патентоват открития четиритактов процес.
През 1884 година той въвежда и електрическото запалване в двигателите си. След това нововъведение става възможно използването и на течни горива. Допреди това се използва газ.
Новото, с което основно е променен създаденият газов двигател на французина Леноар е, че зъбнорейковият механизъм е заменен с коляно-мотовилков механизъм, запалването става със свещ с електрическа искра, а най-голямото му откритие – компресирането на гориво-въздушната смес преди запалването – значително повишава мощността. Тези промени предизвикват революция в производството на топлинни машини и внедрени в двигателя с вътрешно горене, тези открития са останали като механика и работен процес и до днес. С успешната конструкция на двигателя с вътрешно горене, работещ по т. нар. цикъл на Ото, парната машина престава да бъде сериозен конкурент за създаването на двигателна сила.

## В памет на Ото
Философският факултет на университета Вюрцбург присъжда през 1882 на Николаус Ото званието Доктор хонорис кауза.
Пред гарата Кьолн-Дойтц е направен паметник в чест на Николаус Ото и Ойген Ланген.

## Спорове за патента
Независимо един от друг, австриецът Кристиан Райтман през 1860 и французинът Алфонс Бо де Роша през 1862 също получават патенти за четиритактовия мотор. Патентът на Ото се оспорва и от италианеца Феличе Матеучи. Стига се и до съдебни процеси. На 30 януари 1886 и 1889 Ото-патентите, принадлежащи на фабриката Дойц, са донесени в Германия и се съхраняват там на сигурно място.